# Зааненська коза

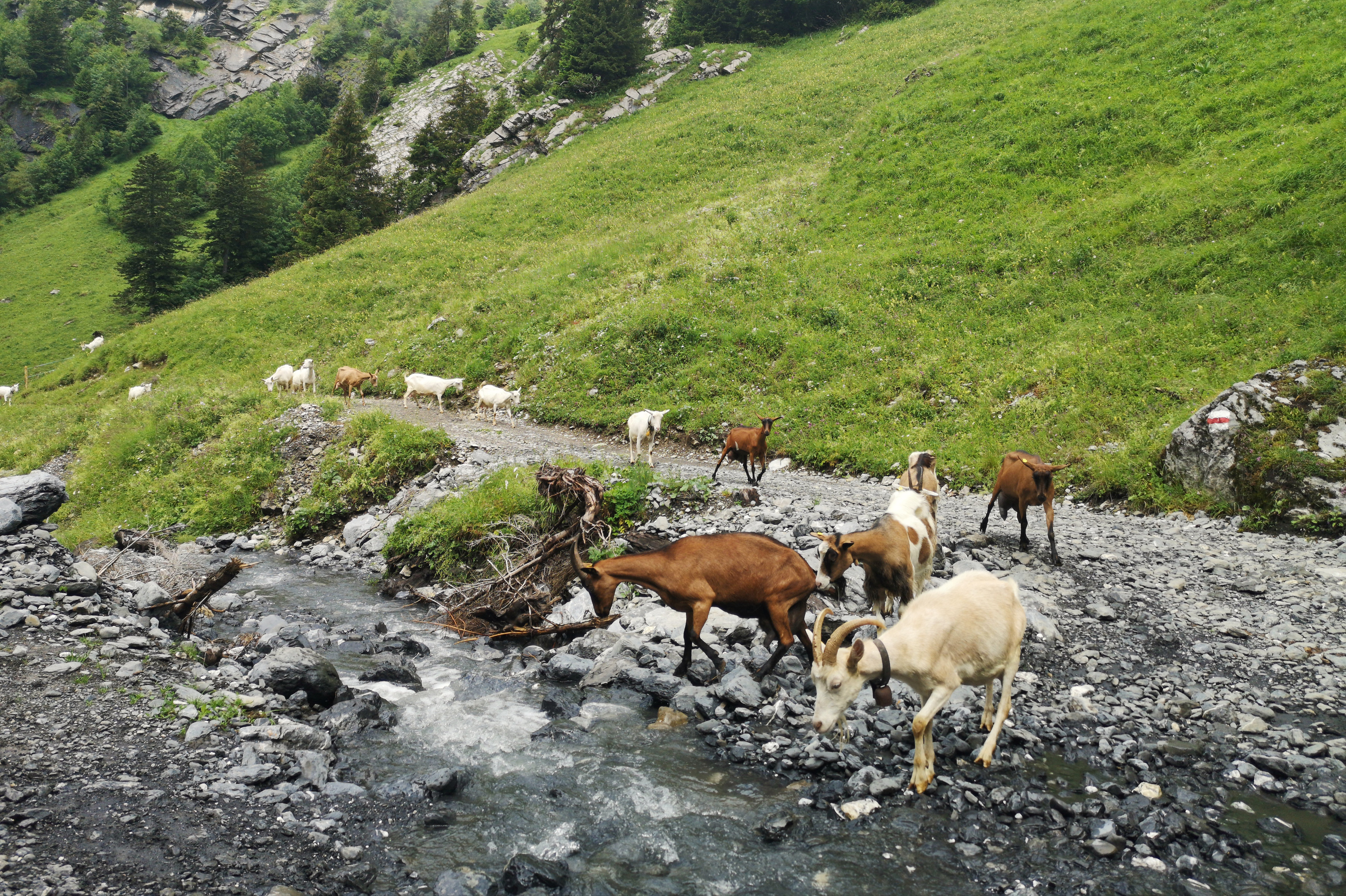
Стадо в Бе, кантон Во, Швейцарія демонструє як рогатих, так і безрогих тварин

Зааненська коза (нім. Saanenziege, англ. Chèvre de Gessenay) — швейцарська порода домашніх кіз. Свою назву вона отримала від Saanental у Бернському Оберланді, у південній частині кантону Берн, на заході Швейцарії. Це високопродуктивна молочна коза, поширена більш ніж у вісімдесяти країнах світу .

## Історія
Зааненська порода кіз бере початок в історичному регіоні Заанен (фр. Comté de Gessenay) і в сусідньому Сименталі, обидва в Бернському Оберланді, в південній частині кантону Берн, на заході Швейцарії .
Загальна чисельність світової популяції становить понад 900 000 голів . З них близько 14 000 знаходяться в Швейцарії :404.
Починаючи з XIX століття, її експортували до багатьох країн світу, і вона дала початок багатьом місцевим підпорідам, часто через схрещування з місцевими козами. Серед цих місцевих варіантів — банатська біла у Румунії, британська Зааненська, французька Зааненська, ізраїльська Зааненська, російська біла, нім. Weiße Deutsche Edelziege у Німеччині та югославська Зааненська .
Чорний варіант, Sable Saanen, був визнаний як порода в Новій Зеландії в 1980-х роках :398.

## Характеристики
Зааненська — найбільша порода швейцарських кіз: :404 Козел висотою близько 90 см у холці і важать не менше 85кг . Має білу шкіру і коротку білу шерсть; деякі невеликі пігментовані ділянки можуть бути допустимі.  Він може бути рогатим або безрогим, і можуть бути китиці. Профіль може бути прямим або дещо увігнутим; вуха стоячі і спрямовані вгору і вперед .

## Використання та догляд
Зааненська — найпродуктивніша молочна коза Швейцарії  яка має найпродуктивніших дійних кіз у світі :345. Середній удій 838 кг за лактацію 264 днів :404. У молоці повинно бути не менше 3,2 % жиру і 2,7 % білка .
Зааненьска коза не дуже підходить для екстенсивного догляду, і зазвичай її вирощують інтенсивно. Будучи блідошкірою, погано переносить сильне сонце :404.